# 東港清真寺
東港清真寺是位於屏東縣東港鎮的一所清真寺，為臺灣的第八座清真寺。

## 歷史
東港清真寺最初是在東港鎮豐漁街34-1號。使用的信徒大部分為在東港工作的印度尼西亞穆斯林漁工，漁工們在資金湊足後，原擬買斷作為永久寺址，唯屋主惜售，最後另覓興漁街現址建成清真寺，於2018年2月18日正式啟用。

## 建築

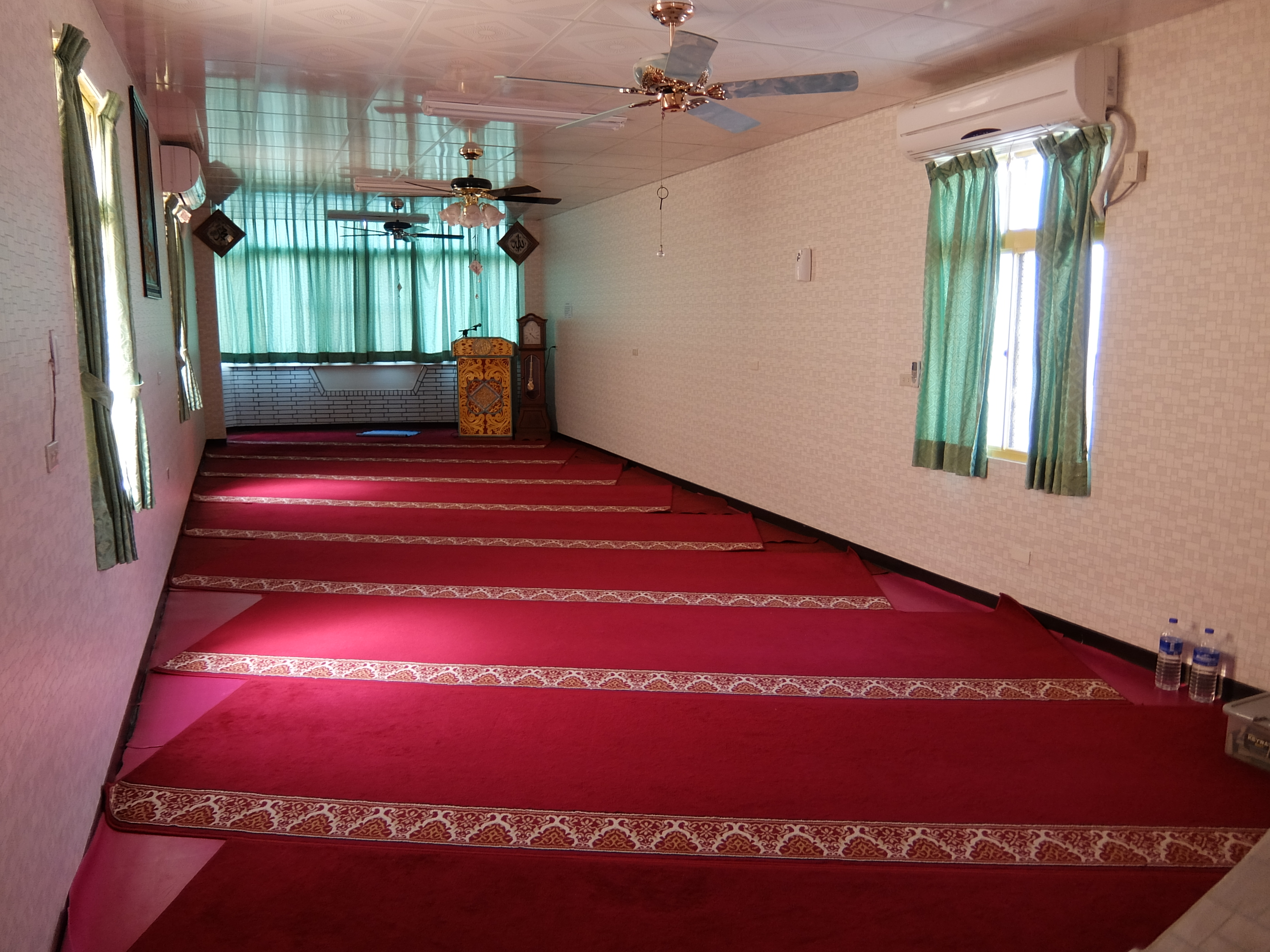
東港清真寺的祈禱大廳

東港清真寺為一座三層樓高的建築，可容納120位信徒禮拜。

## 設施
東港清真寺設有古蘭經閱讀區和教學授課區。